# Johann Jakob Schefer
Johann Jakob Schefer (* 12. Februar 1822 in Herisau; † 15. September 1881 in ebenda; heimatberechtigt in Herisau) war ein Schweizer Baumeister und Architekt aus dem Kanton Appenzell Ausserrhoden.

## Leben
Johann Schefer war ein Sohn des Goldschmieds und Ratsherrn Johannes Schefer und der Anna Katharina Fisch. Im Jahr 1849 heiratete er Anna Katharina Früh, Tochter des Fabrikanten Johann Ulrich Früh. Schefer studierte am Polytechnikum Karlsruhe. Er arbeitete als Baumeister und Architekt in Herisau und führte in den 1860er und 1870er Jahren bedeutende öffentliche Bauten in Appenzell Ausserrhoden und im Toggenburg aus. Die Pläne in späterer Zeit stammten zum Teil von seinem Sohn Otto Schefer, der seine Nachfolge als Architekt antrat.
Johann Schefer war wesentlich an der Umgestaltung des dörflichen Herisau in eine Kleinstadt beteiligt. Er war Mitglied des Schweizerischen Ingenieur- und Architektenvereins (SIA).